# Alpheus viridari
Alpheus viridari är en kräftdjursart som först beskrevs av Armstrong 1949.  Alpheus viridari ingår i släktet Alpheus och familjen Alpheidae. Inga underarter finns listade i Catalogue of Life.